# Paolo de la Haza
Paolo Giancarlo de la Haza Urquiza (Lima, 30 novembre 1983) è un calciatore peruviano, centrocampista del Cultural Géminis.

## Palmarès

### Club

#### Competizioni internazionali
- Recopa Sudamericana: 1

Cienciano: 2004